# Противовоздушная оборона Москвы

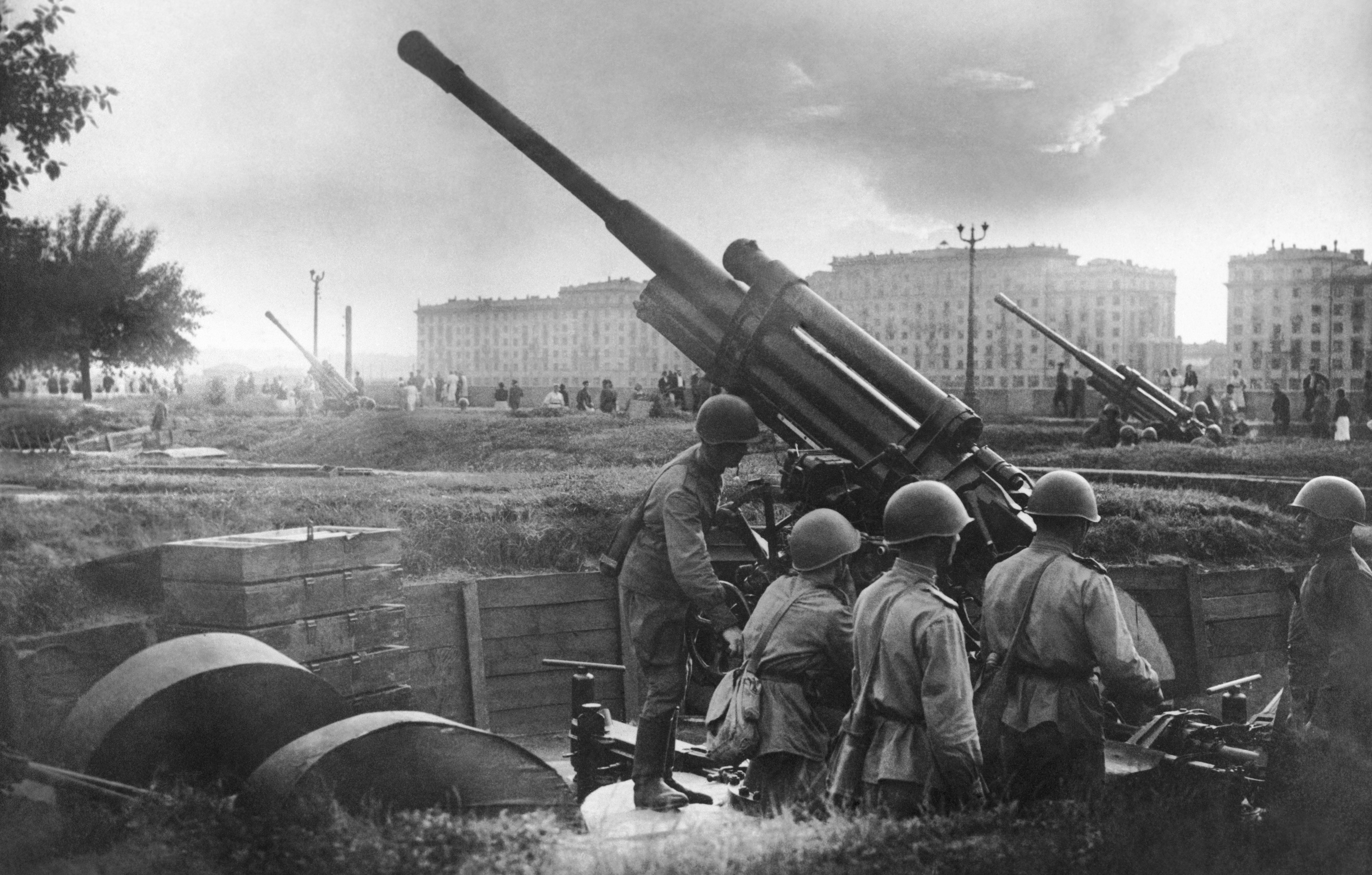
Солдаты, обороняющие Москву во время Великой Отечественной войны, готовят зенитные орудия в парке культуры имени М. Горького к отражению налёта немецких самолётов.

Противовоздушная оборона Москвы (ПВО Москвы) — система организационных мер по обеспечению защиты (обороны) Московского региона от средств воздушного нападения противника.

## История создания
В 1918 году в Москву из Петрограда переезжает советское правительство, Москва становится столицей РСФСР. Для обеспечения безопасности было принято решение об организации прикрытия столицы с воздуха. Военный комиссар Московского военного округа Ярославский Емельян Михайлович в те дни писал начальнику окружного военно-хозяйственного управления Грудзинскому: «Формирование батарей для стрельбы по воздушному флоту считаю необходимым. Прошу о скорейшем утверждении штатов Комиссариата по формированию батареи для стрельбы по воздушному флоту». С целью организации воздушной обороны Москвы 25 апреля 1918 года Военным руководителем Московского района был издан Приказ № 01 от 25.04.1918, в соответствии с которым образовано Управление воздушной обороны Москвы. Предполагалось иметь 30 четырёхорудийных батарей с командами артиллерийских разведчиков, наблюдателей связистов и средствами воздушного прикрытия. Начальником воздушной обороны назначен Н. М. Энден, служивший ранее в Императорской армии в звании капитана. Непосредственно организацией воздушной обороны столицы руководила коллегия по управлению воздушным флотом Московского военного округа, тогда был сформирован отряд воздушно-артиллерийской обороны состоявший из 308 человек. В марте 1918 года заведующим зенитными батареями был утвержден командир корпусного авиаотряда К. В. Леонов, опытный лётчик и умелый зенитчик, который после окончания в 1912 г. Михайловского артиллерийского училища 6 лет служил в артиллерийских и авиационных частях, приобрёл опыт лётчика-наблюдателя. Помощником по авиации был назначен Юнгмейстер Василий Юльевич, а по артиллерии Бабич С.Н. Для прикрытия важнейших зданий центра города, и в первую очередь Кремля, на его территории была расположена 7-я отдельная автомобильная батарея Б. Н. Ненашева. На крышах зданий были установлены приспособления для стрельбы по воздушным целям пулемётами Максима и Кольта. В мае 1918 года началось формирование восьми батарей усиленного состава, на вооружении которых были 76-мм зенитные пушки 1914 года и 76-мм полевые пушки 1900 года, приспособленные для стрельбы по самолётам. истребительная авиация находясь на аэродроме Ходынского поля и имела на вооружении 35 самолётов типа «Ньюпорт», «Спад» и «Фарман». В июле 1918 года московские зенитчики принимали участи в подавлении эсеровского восстания. Значительный вклад в подготовке командиров для зенитной артиллерии внесла школа стрельбы по воздушному флоту, созданная в Нижнем Новгороде, а также зенитное отделение Московской высшей артиллерийской школы. В Москве, Петрограде и других городах в спешном порядке были открыты авиационные школы и курсы, в их числе Московская, Егорьевская и Зарайская. 5 сентября 1919 года создан Комитет обороны Москвы, начальником противовоздушной обороны столицы стал лётчик Борис Фёдорович Гончаров, военкомом - Владимир Павлович Янушевский. В трудные дни Гражданской войны в России для отпора врагу на Север были направлены зенитный артиллерийский дивизион, 2-я и 3-я противосамолётные батареи и другие подразделения. РВСР в приказе № 53 от 7 февраля 1920 года наградил Почётным революционным Красными знаменем 2-ю отдельную противосамолётную железнодорожную батарею и 3-ю противосамолётную лёгкую батарею, отметя, что «помня свой долг перед Революцией и пролетариатом, стояли до конца...». Орденом Красного Знамени были награждены комиссар 2-й батареи Романов Алексей Иванович и красноармеец 3-й батареи Новиков Трофим Иванович. Это были первые зенитчики отмеченные высшей наградой Республики.
Во время наступления войск генерала Деникина московские авиаотряды были переброшены для противовоздушной обороны Тулы.
В начале 1920 года артиллерийское прикрытие планировалось организовать двадцатью батареями, а также предполагалось иметь 70 противосамолётных пулемётных взводов и 50 самолётов-истребителей. Информирование о воздушной обстановке возлагалось на 22 поста передового артиллерийского наблюдения. В соответствии с распоряжениями Всеросглавштаба начальником воздухообороны Москвы был назначен военспец К. В. Колли, помощниками по артиллерии В. Л. Нетельгорт, по авиации - А. А. Левин, начальником связи - Н. Н. Соколов.
В 1916 году изобретатель Александр Михайлович Игнатьев сконструировал горизонтальный дальномер — прибор для стрельбы по самолётам, но при эвакуации учреждений из Петрограда чертежи были утеряны. Ленин попросил заведующего оперативным отделом Народного комиссариата по военным и морским делам Аралова Семёна Ивановича помочь изобретателю, создать ему мастерскую с необходимыми инструментами и материалами. Так был сконструировать дальномер-высотомер-угломер, благодаря которому можно было получить все необходимые параметры движения воздушной цели. Прибор был продемонстрирован В.И. Ленину и Максиму Горькому.
27 июля 1920 года в честь второго конгресса III Интернационала состоялся полёт свободного аэростата с тремя аэронавтами: помощником начальника Воздушного Флота Республики Анощенко Николая Дмитриевича, начальника воздухоотряда Куни Л.Э и пилота Олеринского Ивана Ивановича, которые поднялись на аэростате с Красной площади, достигли высоты около 5000 метров и приземлились, пролетев около 110 км, у г. Богородск.
В соответствии с решениями X съезда РКП(б), выработавших программу послевоенной перестройки Вооруженных Сил, принимается ряд мер по усилению воздушной обороны страны, так в 1921 году на базе 4-й автомобильной противосамолётной батареи был сформирован 1-й автомобильный противосамолётный артиллерийский дивизион. Его батареи дислоцировались: 1-я в Кунцево, 2-я и 3-я в районе Перхушково. Командовал дивизионом Л. А. Лызалов, военный комиссар - И. Я. Третьяков. Для обеспечения ночных действий авиации в Хамовнических казармах был сформирован 1-й отдельный электротехнический батальон. Основу вновь созданной части составили 9-я и 109-я прожекторные, а также 14-я отдельная рота и электротехническая станция, прибывшие с фронта. Приказом РВСР от 30 августа 1923 года все противосамолётные артиллерийские части стали именоваться зенитными.
В период с 1924 по 1929 год ПВО Москвы было представлено одним зенитным артиллерийским дивизионом: 1-й отдельный территориально-позиционный зенитный артиллерийский дивизион (командир дивизиона Судариков С. Г.), впоследствии — 31-й отдельный зенитный артиллерийский дивизион (командир дивизиона Свиклин Теодор-Вернер Андреевич).

### Части, соединения и объединения, выполнявшие задачи ПВО Москвы
- Управление воздушной обороны Москвы (с 25.04.1918);
- 1-й отдельный территориально-позиционный зенитный артиллерийский дивизион (1924);
- 31-й отдельный зенитный артиллерийский дивизион (1924—1929);
- 1-я бригада ПВО (с 21.09.1929);
- 1-я дивизия ПВО (с 17.08.1931);
- 1-й корпус ПВО (с 11.01.1938);
- Московская зона ПВО (с июня 1941 г.);
- Московский корпусной район ПВО (27.12.1941)[16] в составе Московского военного округа;
- Московский фронт ПВО (с 5 апреля 1942 года)[17];
- Особая Московская армия ПВО (с 29 июня 1943 года)[18];
- Московская группа ПВО Центрального фронта ПВО (с 24 декабря 1945 года)[19];
- Войска ПВО Москвы Центрального фронта ПВО (с марта 1945 г.)[19];
- Войска ПВО Москвы Центрального округа[20] (с 25 октября 1945 года);
- Войска ПВО Москвы Северо-Западного округа[21] (с 23 мая 1946 года);
- Московский район ПВО[22] (с 14 августа 1948 года);
- Московский округ ПВО[23] (с 20 августа 1954 года);
- Московский округ ВВС и ПВО (с 1998 г.);
- Командование специального назначения (с 1 сентября 2002 года);
- Объединённое стратегическое командование воздушно-космической обороны (с 1 июля 2009 года);
- Командование противовоздушной и противоракетной обороны (с 1 декабря 2011 года);
- 1-я армия противовоздушной и противоракетной обороны (с 2015 года).

## 1-й корпус ПВО
В 1929 году было сформировано первое общевойсковое соединение ПВО — 1-я бригада ПВО, в состав которой вошли части зенитной артиллерии, зенитных пулемётов и войск воздушного наблюдения, оповещения и связи (ВНОС). 1-я бригада ПВО переформирована в 1-ю дивизию ПВО (Командир дивизии — комбриг Щеглов Николай Владимирович).
В связи с принятием Программы совершенствования ПВО страны, утверждённой Комитетом обороны при СНК СССР, 1-я дивизия ПВО переформирована в 1-й корпус ПВО.

#### Командиры корпуса
- комбриг Крюков Филипп Яковлевич — с апреля 1938 года;
- комбриг Оленин Иван Алексеевич — с октября 1938 года;
- комбриг Громадин Михаил Степанович — с января 1940 года;
- генерал-майор артиллерии Тихонов Виктор Георгиевич — с 4 июня 1940 года;
- генерал-майор артиллерии Журавлев Даниил Арсентьевич — с мая 1941 года.

Журавлёв вспоминал эти события так: «В марте 1941 года, когда мы готовили очередной выпуск курсантов училища, на мое имя вновь пришел вызов. На этот раз приглашал к себе командующий войсками Московского военного округа генерал армии И. В. Тюленев. И опять разговор пошел о назначении на новую должность, теперь уже на должность командира 1-го корпуса противовоздушной обороны, который по положению являлся и начальником ПВО города Москвы.
Пришлось снова отказываться. Ведь корпус ПВО включал помимо зенитных артиллерийских еще и зенитно-пулеметные, прожекторные части, подразделения воздушного наблюдения, оповещения и связи (ВНОС), аэростатов заграждения. Кроме того, начальнику пункта ПВО в оперативном отношении были подчинены части истребительной авиации. Боевую технику, тактику этих родов войск я знал недостаточно. С организацией же противовоздушной обороны пункта был знаком лишь в общих чертах. А ведь здесь речь шла не о каком-нибудь небольшом городе — о столице государства!
Так и не дав согласия на новое назначение, я уехал в Рязань. Вопрос остался открытым, и было ясно, что вернуться к нему придется. Действительно, вскоре меня вызвал Народный комиссар обороны Маршал Советского Союза С. К. Тимошенко. Семен Константинович принял тепло, подробно рассказал о значении противовоздушной обороны Москвы, предупредил, что это дело ответственное, не скрыл возможных трудностей, напомнил, что международная обстановка обязывает нас всерьез заниматься повышением обороноспособности государства. Я это прекрасно понимал. Из оперативных сводок Генштаба, с которыми мне периодически приходилось знакомиться в училище, было ясно, что обстановка на наших западных границах становится все тревожнее.
Когда в конце беседы нарком спросил, не изменил ли я своего решения, — ответил согласием. Однако возвращался в Рязань с тяжелым сердцем. Хватит ли знаний, опыта для руководства столь большим и весьма специфичным соединением, как корпус ПВО? Впрочем, я полностью и не представлял тогда, какие своеобразные, богато оснащенные техникой войска вверялись мне.
Принимать корпус предстояло от генерал-майора артиллерии Г. Н. Тихонова. Я был хорошо знаком с этим опытным артиллеристом, отличным организатором. В свое время от него же мне пришлось принимать 2-е Ленинградское артиллерийское училище. А вот теперь — корпус ПВО. Г. Н. Тихонова переводили на другой участок работы по его настоятельной просьбе, вызванной состоянием здоровья.
15 мая 1941 года я получил предписание немедленно прибыть в Москву в распоряжение командующего Московской зоной ПВО генерал-майора М. С. Громадина. Приказ о моем назначении на должность командира 1-го корпуса ПВО состоялся».

#### Военный комиссар корпуса
- полковой комиссар (с 1 декабря 1941 г. бригадный комиссар) Гритчин Николай Федорович — с февраля 1941 г. по декабрь 1941 г.[28]

### В Великую Отечественную войну
В целях создания единой группировки сил и средств ПВО на территории страны, объединённых в районы ПВО, в соответствии с Постановлением ГКО от 9 ноября 1941 года 1-й корпус ПВО был переформирован в Московский корпусной район ПВО.

#### Московская зона ПВО
Накануне Великой Отечественной войны все средства ПВО были объединены в Московскую зону ПВО, которую возглавил генерал-майор Громадин М. С. В зону были включены части 1-го корпуса ПВО, авиационные полки ПВО, сведённые в корпус, части бригадных районов ПВО.
С июня 1943 года в составе 1-й Воздушной истребительной армии ПВО воевал полковник Малиновский Николай Иванович.
Состав Московской зоны ПВО:
- управление и штаб (Москва);
- 1-й корпус ПВО;
- 6-й истребительный авиационный корпус ПВО;
- Калининский бригадный район ПВО;
- Ярославский бригадный район ПВО;
- Горьковский бригадный район ПВО;
- Тульский бригадный район ПВО.

Командующий Московской зоной ПВО — генерал-майор Громадин Михаил Степанович.

#### Московский корпусной район ПВО
Был создан переформированием из 1-го корпуса ПВО 24 ноября 1941 года Постановлением ГКО от 9 ноября 1941 года в целях создания единой группировки сил и средств ПВО на территории страны, объединённых в районы ПВО. В составе Московского корпусного района насчитывалось 9 зенитных артиллерийских полков, 3 зенитных пулемётных полка, 1 прожекторный полк и 14 отдельных зенитных артиллерийских дивизиона. Корпусной район с воздуха прикрывал 6-й иак ПВО в составе 29 истребительных и 2 ближнебомбардировочных полков.
Ввиду усиления группировки Люфтваффе западнее Москвы для решающего наступления на неё, с 5 апреля 1942 года Московский корпусной район ПВО переформирован в Московский фронт ПВО.

#### Московский фронт ПВО
Постановлением ГКО от 29 июня 1943 года в интересах дальнейшего совершенствования организационной структуры войск и улучшения руководства частями Московский фронт ПВО был переформирован в Особую Московскую армию ПВО.

#### Особая Московская армия ПВО
В боевой состав армии вошли 1-я ВИА ПВО, дивизии ЗА, аэростатов заграждения и ВНОС. Организационно Особая Московская армия ПВО входила в состав сформированного Западного фронта ПВО.
Летом 1943 года на войска столичной ПВО была возложена почётная задача по проведению артиллерийских салютов в ознаменование побед на фронтах Великой Отечественной войны. Первый салют прозвучал 5 августа 1943 года. Всего за годы войны было произведено более 350 салютов.
В марте 1944 года ГКО СССР своим Постановлением от 29 марта 1944 года переформировал фронты ПВО. Особая Московская армия ПВО вошла в состав сформированного Северного фронта ПВО.

#### Московская группа ПВО
В связи с освобождением территории СССР и в целях улучшения координации военных действий в соответствии с Постановлением ГКО от 24 декабря 1944 года управление Особой Московской армии ПВО переформировано в управление Центрального фронта ПВО (командующий войсками фронта — генерал-полковник Громадин М. С.).
Задачи по ПВО Москвы были возложены на вновь сформированную Московскую группу ПВО в составе: 17-ти зенитных артиллерийских дивизий (1 гв., 50, 51, 52, 53, 54, 55, 56, 57, 58, 59, 60, 61, 62, 63, 89, 91), 4-х зенитных артиллерийских полков (340, 347, 1866, 1868), пяти отдельных зенитных артиллерийских дивизионов (207, 232, 240, 244, 270), 1-й зенитной пулемётной дивизии, 28-й зенитной пулемётной бригады, 3-х зенитных прожекторных дивизий (1, 2 и 3), 3-х дивизий аэростатов заграждения (1, 2 и 3), 2-х дивизий ВНОС (1 и 2) и одного 18-го радиополка ВНОС. На 1 января 1945 года на вооружении имелось 1439 зенитных орудий среднего калибра, 600 — малого калибра, 632 зенитных пулемета и 35 станций орудийной наводки.
В марте 1945 года группа переименована в Войска ПВО Москвы, состав остался прежним.

## Послевоенные формирования
По окончании войны начался переход Вооружённых Сил СССР на штаты мирного времени. В соответствии с Директивой ГШ от 25 октября 1945 года Управление Центрального фронта ПВО переформировано в Управление Центрального округа ПВО.
В соответствии с Директивой ГШ от 23 мая 1946 года Управление Центрального округа ПВО переформировано в Управление Северо-Западного округа ПВО. Командующим войсками округа был назначен генерал-лейтенант Гудыменко П. Е., затем в январе 1948-го — генерал-полковник артиллерии Журавлев Д. А.

### Московский район ПВО
В соответствии с Директивой ГШ ВС СССР от 14 августа 1948 года Управление Северо-Западного округа ПВО переформировано в Управление командующего войсками ПВО Московского района.
На базе Управления командующего войсками ПВО Московского района 20 августа 1954 года создано Управление Московского округа ПВО.

### Московский округ ПВО

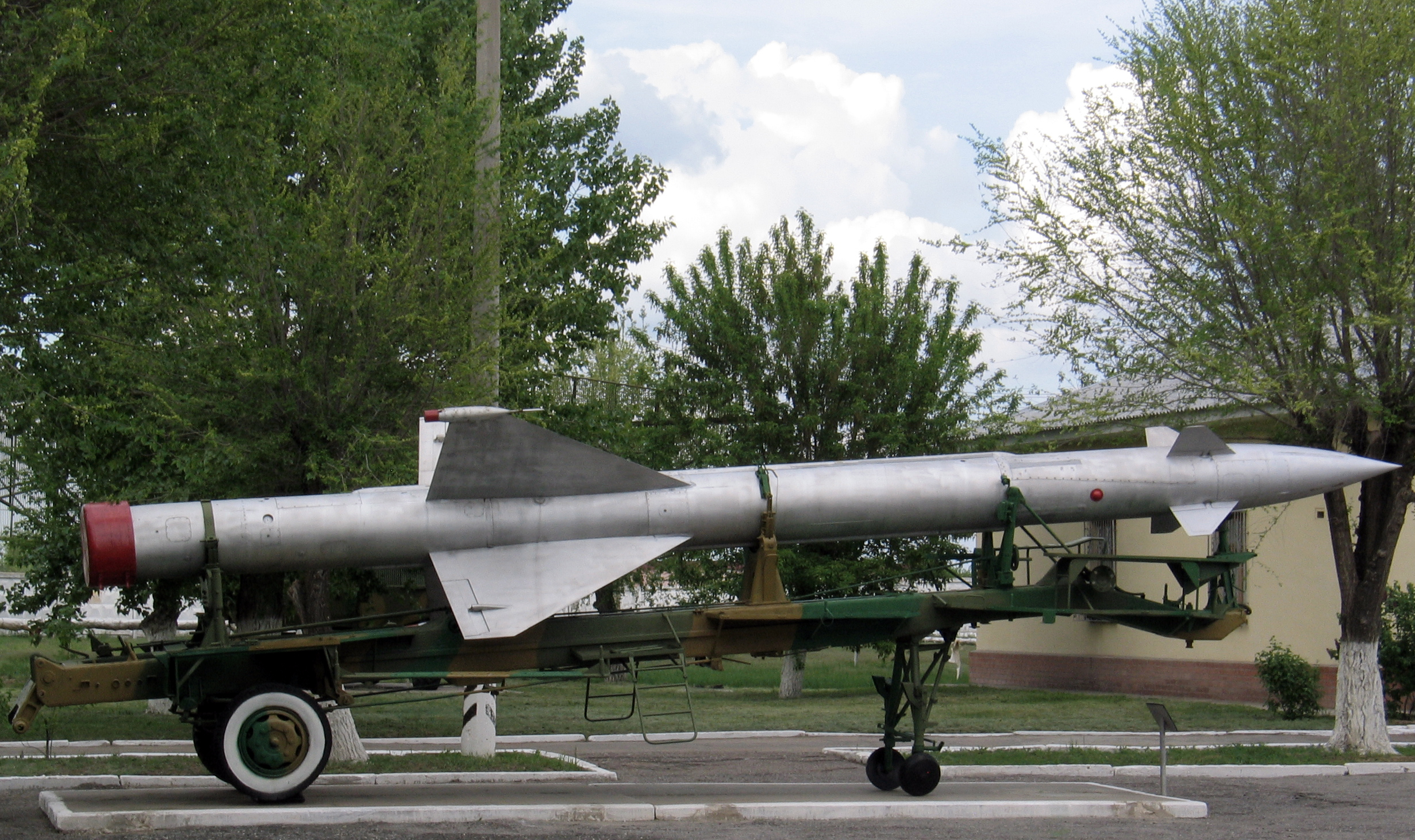
Ракета системы С-25 «Беркут»

Был создан Приказом министра обороны СССР от 20 августа 1954 года на базе Управления командующего войсками ПВО Московского района ПВО.
В 1955 году принята на вооружение система С-25 «Беркут» — первая система ПВО Москвы, оснащённая зенитными управляемыми ракетами (ЗУР).
В 1998 году на базе Московского округа ПВО и 16-й Краснознаменной воздушной армии было сформировано управление Московского ордена Ленина округа Военно-воздушных сил и противовоздушной обороны.

### Московский округ ВВС и ПВО
Был сформирован в 1998 году. В рамках военной реформы 1 сентября 2002 года Управление ордена Ленина Московского округа ВВС и ПВО было переформировано в Управление ордена Ленина Командования специального назначения.

### Командование специального назначения

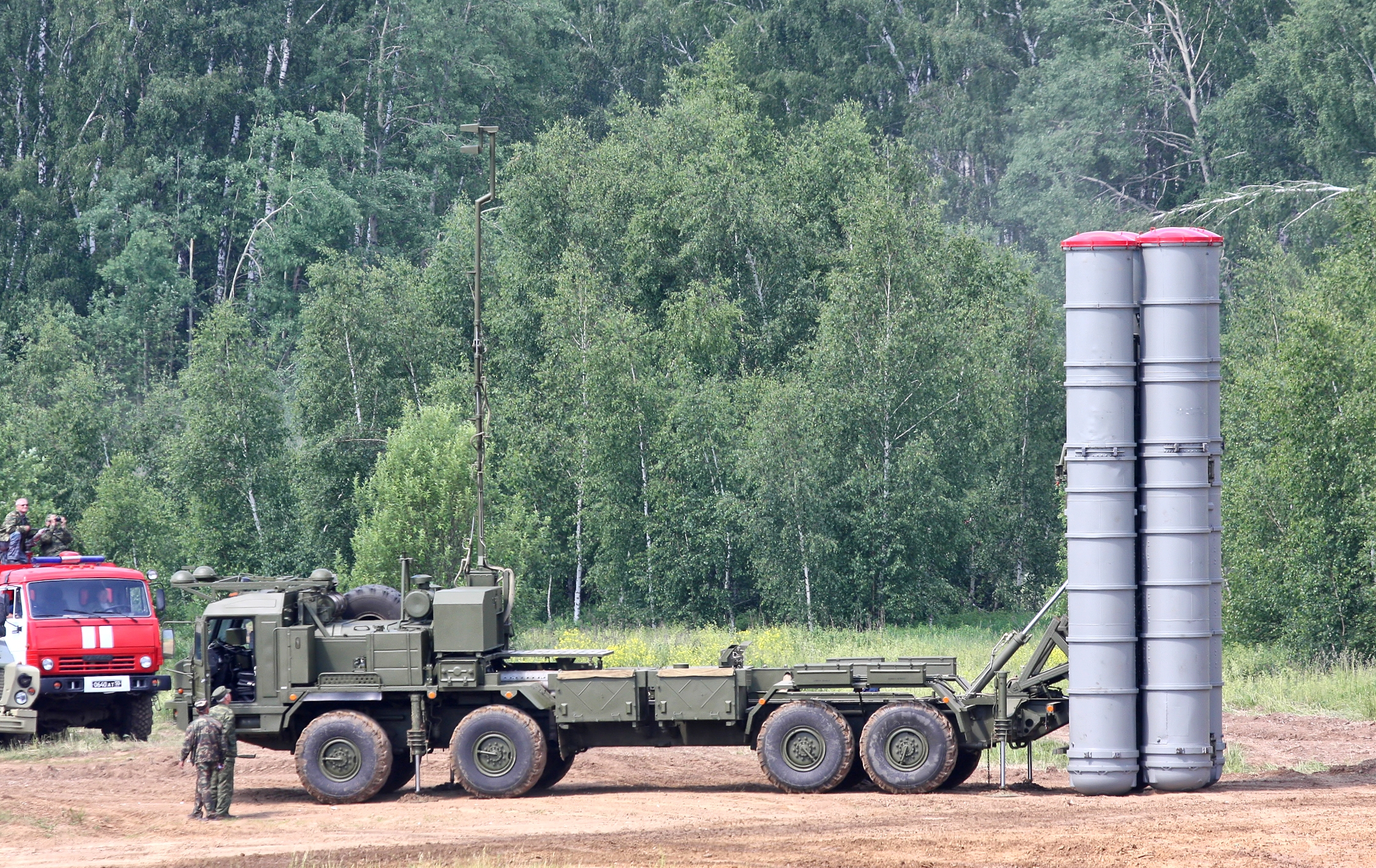
ЗРС С-400 «Триумф»

Было сформировано 1 сентября 2002 года. В 2009 году переформировано в Объединённое стратегическое командование воздушно-космической обороны.

### Объединённое стратегическое командование воздушно-космической обороны
Было сформировано 1 июля 2009 года. В 2011 году Оперативно-стратегическое командование воздушно-космической обороны (ОСК ВКО) преобразовано в Командование противовоздушной и противоракетной обороны Войск Воздушно-космической обороны.

### Командование противовоздушной и противоракетной обороны Войск ВКО
Было сформировано 1 декабря 2011 года. В 2015 году Командование противовоздушной и противоракетной обороны преобразовано в 1-ю армию противовоздушной и противоракетной обороны Воздушно-космических сил Российской Федерации.
В январе 2016 года для обеспечения нового уровня противовоздушной обороны Москвы и Центрального промышленного района были поставлены на боевое дежурство четыре зенитных ракетных полка, укомплектованных новейшими ЗРС С-400 «Триумф».

## Инциденты
- Инцидент с пролётом Ju-52 над СССР (1941)
- Приземление Матиаса Руста возле Красной площади (1987)